# Bháskara II.
Bhāskara II. (1114, Bíd – 1185, Udždžain) byl indický matematik a astronom z 12. století, "otec desítkové soustavy".
Je zvaný Bhāskara II. k odlišení od matematika Bhāskary I. žijícího v 7. století, s nímž ale nebyl nijak spřízněn. Byl též nazýván Bhāskarāchārya (v překladu Bhaskara Učitel), nebo Bhaskara Učený.
Napsal první práci v dějinách matematiky, která užívá výhradně desítkový číselný systém. Ve svých pracích reagoval především na problémy nastolené matematikem Brahmaguptou, Bhaskaru lze řadit k jeho škole, byť je pozdním následovníkem. Byl patrně prvním matematikem, který vyřešil problém dělení nulou, když uvedl, že n vydělené nulou = nekonečno. V řešení rovnic předstihl evropské matematiky o stovky let. Vytvořil koncepci diferenciálního počtu, derivačního i diferenciálního koeficientu. Zabýval se též problémem Rolleovy věty.
Vedl observatoř v Udždžainu, stejně jako Brahmagupta. V astronomických traktátech psal o planetárních pozicích, konjunkcích planet, zatměních i geografii. Byl též astrologem. Astrologem byl již jeho otec Mahesvara.
Navrhl též věčně fungující stroj – perpetuum mobile a je zřejmě otcem této myšlenky.
Psal v sanskrtu a ve verších, jak bylo tehdy zvykem.
Jeho syn Loksamudra šel v otcových stopách a stal se rovněž významným matematikem.